# Danny Young (beisbolista)
Daniel Alexander Young (Boynton Beach, Florida, 27 de mayo de 1994), más conocido como Danny Young, es un jugador profesional estadounidense de béisbol que se desempeña en la posición de lanzador en New York Mets, equipo de las Grandes Ligas de Béisbol (MLB).

## Carrera
Young hizo su debut en la MLB con el equipo Seattle Mariners, en el cual jugó una temporada (2022), después pasó a Atlanta Braves (2022-2023), posteriormente a New York Mets, donde lleva jugando una temporada.